# Карамай
Карама́й (уйг. قاراماي‎, Қарамай, кит. упр. 克拉玛依, пиньинь Kèlāmǎyī) — городской округ в Синьцзян-Уйгурском автономном районе КНР. Расположен в 320 км к северо-западу от Урумчи.
Название Қарамай произошло от уйгурского языка и означает черное масло (мазут).

## История
29 октября 1955 года в этих краях была найдена нефть — первое крупное месторождение с момента образования КНР. 24 января 1957 года 14-я сессия Собрания народных представителей Синьцзян-Уйгурского автономного района приняла решение о создании нового населённого пункта, и 29 мая 1958 года указом Госсовета КНР был образован городской уезд Карамай.
В 1975 году был создан городской уезд Куйтунь, который был выведен из состава Карамая и переведён под непосредственное подчинение правительству Или-Казахского автономного округа. В результате территория Карамая оказалась разделена на две части.
16 февраля 1982 года народное правительство автономного района приняло решение о преобразовании Карамая в городской округ с разделением его на 4 района. 17 августа 1984 года Карамай был выведен из состава округа Чугучак и Или-Казахского автономного округа и переведён под непосредственное подчинение правительству автономного района; при этом было убрано разделение на районы и Карамай вновь стал городским уездом. 8 августа 1990 года Карамай был снова поднят в статусе до городского округа.

## Население
Население — 460 000 человек (2015). 75 % численности составляют хань (китайцы), остальные — уйгуры, казахи, монголы, хуэйцзу.

## Административно-территориальное деление
Городской округ Карамай делится на 4 района, один из которых образует эксклав:
|   |        |                            |            |               |                                 |                           |                        |               |                            |
| # | Статус | Название                   | Иероглифы  | Пиньинь       | Уйгурский язык (арабский шрифт) | Уйгурский язык (латиница) | Население (2003 прим.) | Площадь (км²) | Плотность населения (/км²) |
| 1 | Район  | Карамай                    | 克拉玛依区 | Kèlāmǎyī qū   | قاراماي رايونى                  | Qaramay Rayoni            | 150 000                | 3833          | 39                         |
| 2 | Район  | Майтаг (Душаньцзы)         | 独山子区   | Dúshānzǐ qū   | مايتاغ رايونى                   | Maytagh Rayoni            | 50 000                 | 400           | 125                        |
| 3 | Район  | Джеренбулак (Байцзяньтань) | 白碱滩区   | Báijiǎntān qū | جەرەنبۇلاق رايونى               | Jerenbulaq Rayoni         | 50 000                 | 1272          | 39                         |
| 4 | Район  | Урхо                       | 乌尔禾区   | Wū'ěrhé qū    | ئورقۇ رايونى                    | Orqu Rayoni               | 10 000                 | 2229          | 4                          |

## Экономика
В 1955 году около города было обнаружено одно из самых больших в Китае месторождений нефти. С этого времени город развивается как центр добычи и переработки нефти.

## Транспорт
- Годао 217

## Климат
В городе сухой и жаркий летом климат. Годовой диапазон температур составляет от −25 до 40 °C.

## Трагедия 1994 года
8 декабря 1994 года в результате пожара в кинотеатре погибло 323 человека, в том числе 288 школьников. Это стало одной из самых больших трагедий в современной китайской истории. В 2009 г. об этих событиях снят документальный фильм «Карамай».

## Города-побратимы
- Октябрьский, Россия
- Актау, Казахстан
- Искитим, Россия
- Актобе, Казахстан